# Marsos
Els marsos (en llatí: Marsi; en grec antic: Μάρσοι) foren un poble itàlic instal·lat al centre de la península Itàlica que habitaven l'entorn del llac Fucin. Eren veïns dels samnites, els pelignes, els vestins, els eqües, els hèrnics i els volscs.
Eren d'origen sabí, i estaven emparentats amb els eqües i els volscs. Parlaven una llengua itàlica del grup úmbric, que és coneguda per un grup d'inscripcions trobades entorn del llac.

## Etnònim

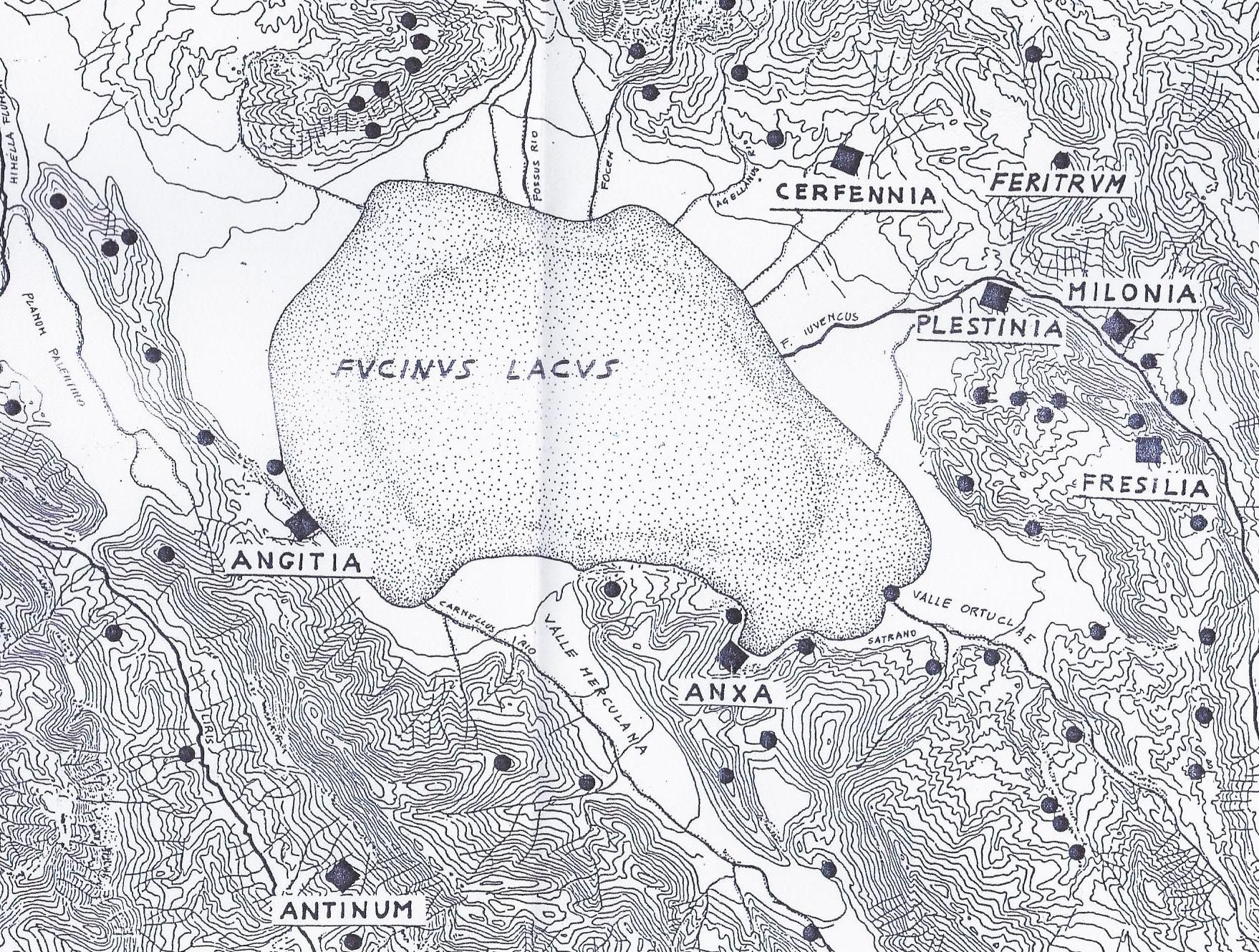
Mapa de l'antic Llac Fucin

El nom de marsos deriva de la divinitat més important que adoraven, Mart, déu de la guerra, que en sabèl·lic es pronunciava Mars o Mors. Aquesta etimologia, segons alguns, podria explicar la naturalesa violenta d'aquest poble de guerrers. Així doncs, haurien rebut aquest nom a partir d'un ritual en honor de Mart que acostumaven a fer cada primavera i que els distingia dels altres grups d'ètnia sabèl·lica, anomenat ver sacrum.

## Ciutats
La principal ciutat dels marsos fou Marruvium, probablement l'única que es podia anomenar realment una ciutat. Les altres poblacions esmentades devien ser realment petits vicus o castells: Anxància, habitada pels anxantins; Antínum, habitada pels antinates; Lucus, habitada pels lucenses; i Cerfènnia, que apareix als itineraris a la via Valèria.

## Història

### Primeres notícies

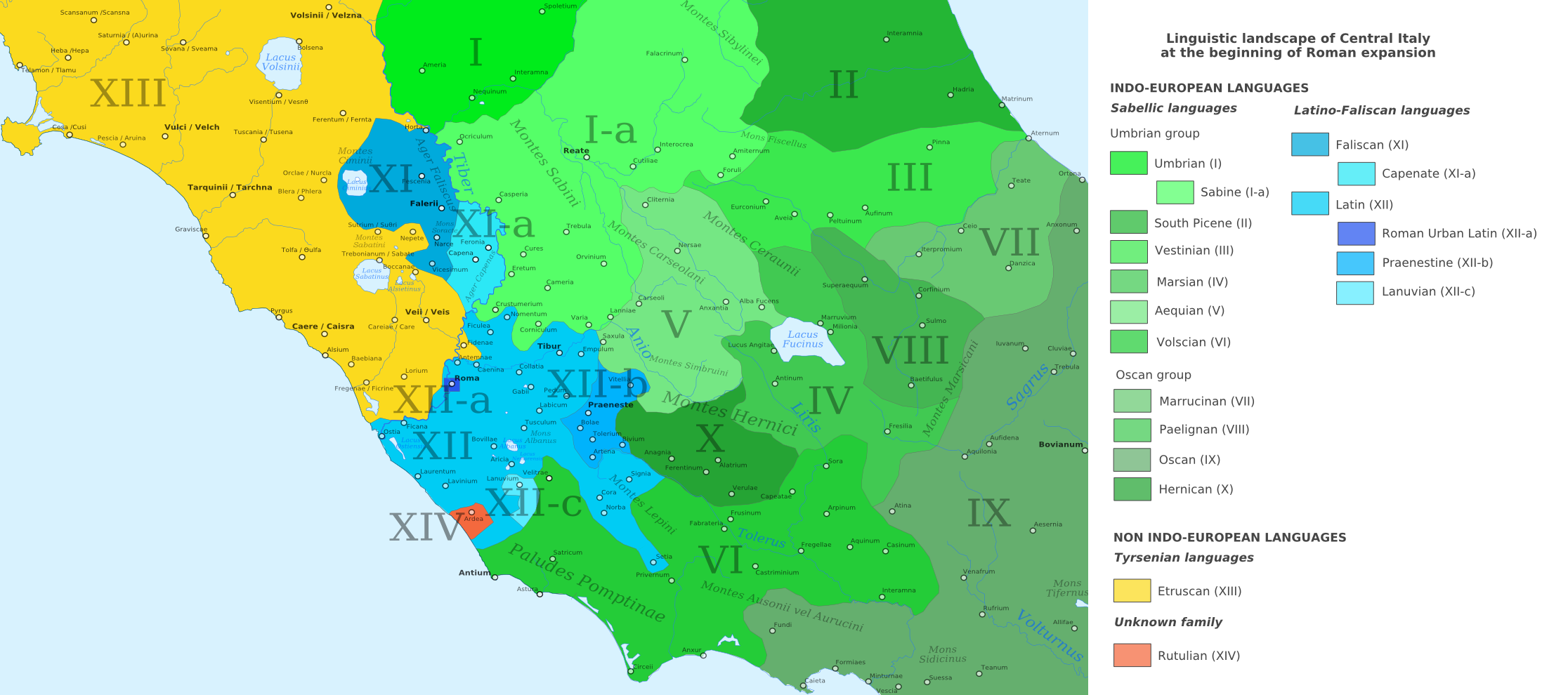
Llengües de l'Itàlia central al

Apareixen en els relats històrics el 340 aC quan es van fer aliats a Roma, al mateix temps que els pelignes i els marrucins, i van concedir pas als romans cap al Sàmnium i la Campània. A la segona guerra samnita van romandre neutrals (311 aC), fins i tot quan els seus aliats vestins foren atacats pels romans, però el 308 aC ja estaven en guerra amb Roma sense que siguin conegudes les causes de la seva participació. El 304 aC, marsos, marrucins, vestins i pelignes van concertar un tractat amb Roma després de la derrota dels eqües.
El 302 aC els romans van construir una fortalesa en territori màrsic, que van anomenar Alba Fucens. L'any següent, els marsos es van revoltar per oposar-se a la fundació de la colònia de Carsèols, a la vora del seu territori, però foren derrotats fàcilment i els romans conqueriren tres ciutats: Plestina, Miliònia i Fresília; els marsos van haver de signar la pau i cedir una part del seu territori, però les condicions del tractat foren prou acceptables. Amb aquest tracte prometien no aliar-se amb els samnites. A partir de llavors van ser constants aliats de Roma i van proveir contingents auxiliars als exèrcits romans.

### Relació amb altres grups
El 225 aC, Polibi situa els marsos, marrucins, vestins i frentans en un conjunt i omet els pelignes. Dionisi d'Halicarnàs esmenta els marrucins, pelignes i frentans com aliats romans a la batalla d'Àsculum, però no fa esment dels marsos ni dels vestins; Sili Itàlic els esmenta com aliats a la batalla de Cannes. Enni els associa als pelignes i als vestins.

### segleiiiaC
Durant el segle iii aC, els marsos van passar de ser sotmesos pels romans a ser aliats, cosa que va facilitar el procés de romanització. A poc a poc van perdre la seva llengua i van adoptar el llatí.
El seu territori fou assolat per Hanníbal a la Segona Guerra Púnica, però van romandre lleials a Roma i van participar amb un contingent a l'expedició d'Escipió a l'Àfrica el 205 aC.

### La ciutadania romana

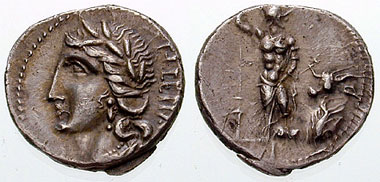
Denari de plata, encunyat durant la Guerra Social. La inscripció, en escriptura especular, diu: (UILETIV [víteliú = Itàlia].

A la guerra social van formar el nucli central dels confederats italians, i fins i tot molts autors donen a la guerra social el nom de guerra màrsica. Quint Pompedi Siló, un dels narradors de la guerra, era màrsic. Després dels picens o picentins, els marsos van agafar les armes i van ser seguits pels pelignes, marrucins, vestins, frentans, samnites i lucans. Els marsos van assetjar Alba Fucens (91 aC), colònia romana i fortalesa, però el cònsol Rutili fou enviat allí i els va rebutjar.
Una divisió romana, dirigida per Perpenna, fou aniquilada al començament de la guerra i el cònsol romà fou derrotat i mort pels aliats dirigits per Veti Cató. Màrius, actuant com a llegat de Rutili, va aconseguir redreçar la situació i va obtenir una decisiva victòria sobre els marsos, en la qual aquests i els seus aliats van perdre sis mil homes i va morir el cap dels marsos Heri Asini, lliurada a un lloc no esmentat. Tot i la victòria, Màrius no va poder empaitar els marsos i va romandre al seu campament bloquejat per Pompedi Siló. Una nova batalla no va tenir resultats decisius. Servili Cepió, lloctinent de Màrius, fou anihilat pels marsos; en canvi, els pelignes foren derrotats pel romà Sulpici, però sense caràcter decisiu.
A la campanya del 89 aC el cònsol Porci Cató va obtenir algunes victòries sobre marsos i aliats, però va morir en una batalla prop del llac Fucin. La decisió romana de donar la ciutadania als marsos mitjançant una llei va deixar els rebels privats de la seva principal reivindicació, i van començar les dissensions. Les operacions militars victorioses de Gneu Pompeu Estrabó i el seu lloctinent Sulpici va portar a la submissió de marrucins, vestins i pelignes abans de final d'any. Els marsos van continuar revoltats, però repetides derrotes els van obligar a rendir-se. Tot i la seva obstinada lluita, van ser admesos a la ciutadania en termes favorables.
En els següents anys els marsos com a nació van perdre el seu caràcter propi i la seva organització política. Theodor Mommsen fa notar que, en temps de la guerra social, la romanització del poble mars era tal que feien servir el llatí fins i tot en les inscripcions de les monedes. Tot i així, encara durant un temps van deixar el seu caràcter marcat a la zona. Van ser inclosos a la tribu romana dels sergis, en temps d'August van romandre dins a la quarta regió i més tard a la província anomenada Valèria.

### Època imperial
A la guerra civil entre Cèsar i Pompeu van ser favorables al darrer, i les 20 cohorts amb què Domici Calví va ocupar Corfinium foren reclutades entre marsos i pelignes. Encara són esmentats quan es van declarar a favor de Vespasià en la guerra contra Vitel·li.

### El territori en temps posteriors
A l'època cristiana el seu territori era la seu d'un bisbat, el territori anomenat Marruvium i el seu bisbe Episcopus Marsorum, però al segle xvi la seu es va traslladar a Pescina.
La família romana dels Colonna duia i ostenta el títol de comtes dels marsos.

## Llengua

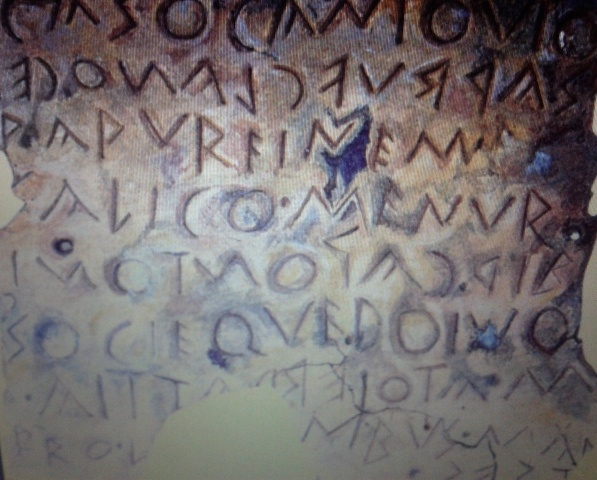
Bronze de Caso Cantovios, escrit en llengua màrsica

L'idioma dels marsos era un dialecte sabèl·lic variant de la llengua umbra, documentat per primera vegada a les inscripcions de l'anomenat bronze d'Antino. La resta d'inscripcions daten del 300 aC al 150 aC; R. S. Conway n'ha aplegat nou procedents de la ciutat de Marrúvium, dues de Lecce, una d'Ortona, dues de Trasacco i dues més de Luco. També pertanyen a aquest dialecte unes quantes glosses, alguns topònims i alguns noms de persona que es van llatinitzar.
Sembla que no diferia gaire del llatí que es parlava en aquella època, llevat de la manca de contraccions; per exemple, Fougno en comptes de Fucino. Una altra característica era que a final de síl·laba els diftongs [aj], [ej], [oj] se simplificaven en una [e]. Per altra banda, en la forma del datiu plural del nom de la tribu Martses, que en llatí és Martiis, es pot veure que apareix la forma de la síl·laba [-tio-] convertida en [-tso-], fenomen compartit amb l'osc i estrany en el llatí clàssic.

## Organització social
Com els altres grups de població oscoumbres, els marsos eren governats per uns magistrats suprems anomenats meddix, que amb la romanització van passar a ser els equivalents dels pretors. El meddix tenia amplis poders: a més de ser el cap polític, també era el cap de l'exèrcit i de les funcions judicials; el calendari estava al seu càrrec i els anys s'identificaven amb el meddix al govern, tal com passava a Roma amb els cònsols.

## Religió
Com tots els pobles itàlics, eren politeistes, i a més del culte a Mart se sap que veneraven a Càstor i Pòl·lux.
Característica dels marsos, a part de la valentia en combat esmentada pels autors, eren les seves creences en encanteris i màgia i molt concretament els encantaments per fer sortir els petits rèptils dels seus amagatalls, els quals es consideraven enviats o intermediaris de la Mare Terra. Aquestes facultats no eren individuals sinó que eren comunes a tota la nació, segons Sili Itàlic.
El temple principal dels marsos estava a la vora del llac Fucin, i era dedicat al culte d'Angítia, suposada germana de Circe.